# ويلهلم جيه. برغر
ويلهلم جيه. برغر (بالألمانية: Wilhelm Burger)‏ (و. 1844 – 1920 م) هو مصور نمساوي، ولد في فيينا، توفي في فيينا، عن عمر يناهز 76 عاماً.